# Onthophagus phanaeiformis
Onthophagus phanaeiformis là một loài bọ cánh cứng trong họ Bọ hung (Scarabaeidae).